# Back to School
Back to School (Regreso a la escuela) es una película de comedia estadounidense de 1986 protagonizada por Rodney Dangerfield, Keith Gordon, Sally Kellerman, Burt Young, Terry Farrell, William Zabka, Ned Beatty, Sam Kinison, Paxton Whitehead, Robert Downey Jr. y Adrienne Barbeau. Fue dirigida por Alan Metter. La trama se centra en un padre rico pero sin educación (Dangerfield) que va a la universidad para mostrar su solidaridad con su desalentado hijo Jason (Gordon) y descubre que no puede comprar una educación o la felicidad.
El autor Kurt Vonnegut tiene un cameo como él mismo, al igual que la banda Oingo Boingo, cuyo líder Danny Elfman compuso la banda sonora de la película. La Universidad de Wisconsin-Madison se utilizó como telón de fondo para la película, aunque se llamó «Universidad de Grand Lakes». Las escenas de buceo se filmaron en el Industry Hills Aquatic Club en City of Industry, California, que fue demolido desde entonces.

## Sinopsis
Thornton Meloni, un hijo de inmigrantes italianos, regresa un día de la escuela a la sastrería de su padre, con un boletín de calificaciones con malas calificaciones. Su ambición es entrar en la línea de trabajo de su padre, pero su severo padre advierte a Thornton: «Si un hombre no tiene educación, no tiene nada».
A medida que pasan las décadas, Thornton cambia su apellido a «Melon» y se convierte en un gigante corporativo triunfador por esfuerzo propio, con una exitosa cadena de tiendas de ropa de tallas grandes y muchas otras empresas comerciales. En el presente, su hijo Jason ahora es un estudiante universitario que ha estado evitando a su padre a pesar de su cercanía anterior. Thornton ahora es viudo de la madre de Jason y se ha vuelto a casar con una cazafortunas llamada Vanessa. Thornton llega a su punto límite cuando Vanessa derrocha dinero en una fiesta costosa y decide que desea ver a Jason. Se divorcia de Vanessa por adulterio e instruye a Lou, su guardaespaldas y chofer, para que lo lleve a la Universidad de Grand Lakes.
En el campus, Thornton se entera de que la actitud distante de Jason con su padre era porque él es un estudiante de bajas calificaciones, no está contento con la vida universitaria y tiene la intención de abandonar sus estudios. Es un toallero para el equipo de buceo en lugar de un miembro como le había dicho a su padre, fue rechazado por las fraternidades, el buzo y deportista estrella Chas Osborne lo antagoniza y no tiene amigos excepto su compañero de cuarto Derek Lutz. Thornton lo motiva a permanecer en la universidad al decidir inscribirse junto a él. A pesar de la falta de calificaciones académicas de Thornton, el decano David «Dean» Martin lo admite cuando soborna a Martin con una donación para un nuevo edificio en el campus.
El soborno de Thornton genera la ira del Dr. Philip Barbay, decano de la escuela de negocios. Su disgusto se ve exacerbado aún más por la astuta experiencia práctica de Thornton, que choca con la teorización hipotética de Barbay en clase y las formas de la torre de marfil. Thornton también desarrolla un interés romántico por la novia de Barbay, la profesora de literatura Dra. Diane Turner. Mientras tanto, Jason comienza a atraer el interés de Valerie Desmond, una chica a la que Chas ha estado tratando de impresionar. Thornton se convierte instantáneamente en un hombre popular en el campus, organiza grandes fiestas y muestra generosidad con los compañeros de estudios. Jason se gana un lugar en el equipo de buceo, después de que Thornton, un exbuzo, convence al entrenador de buceo para que reconsidere sus habilidades. A pesar de todo esto, Jason todavía siente que vive a la sombra de su padre.
Como estudiante, aunque Diane le inspira una apreciación más profunda de la literatura, Thornton prefiere ir de fiesta a estudiar. Contrata a un equipo de profesionales para completar sus tareas, incluido el autor Kurt Vonnegut para escribir un artículo sobre Vonnegut para la clase de literatura. Para sorpresa de Thornton, Diane le da al artículo una calificación reprobatoria por no ser su propio trabajo, y ella se desilusiona por su comportamiento frívolo. Jason también está molesto con Thornton por trivializar la educación, mientras cree erróneamente que Thornton sobornó al entrenador de buceo para que lo aceptara en el equipo.
El Dr. Barbay acusa a Thornton, en presencia de «Dean» Martin, de fraude académico. Desafía a Thornton a un examen oral realizado por todos sus profesores y se enfrenta a la expulsión si falla en alguna parte. Creyendo que no tiene posibilidades de pasar, Thornton empaca y se prepara para irse. Jason detiene a Thornton y lo anima con éxito a quedarse y prepararse para el desafío.
Con un tiempo limitado para prepararse, Thornton se prepara para el examen con la ayuda de Jason, Derek y Lou. Cuando llega el gran día, Barbay comienza intimidando a Thornton con una sola pregunta de 27 partes. Sin embargo, Thornton responde a cada parte, aunque el esfuerzo fue tanto que quiere renunciar. Diane lo inspira a terminar pidiéndole que recite un poema de Dylan Thomas, lo cual hace.
En la reunión de buceo del campeonato más tarde ese día, Thornton y Jason se reconcilian, mientras que la Universidad de Grand Lakes toma la delantera. Para fastidiar a Jason por su actuación y por ganarse a Valerie, Chas finge un calambre en un intento de hacer perder a su equipo. El entrenador decide contratar a Thornton como reemplazo de última hora. Thornton ayuda al equipo a ganar realizando el legendario clavado «Triple Lindy». Posteriormente, Thornton se entera por Diane que ha aprobado el examen con una D en todas las materias, a excepción de una sola A de ella. Al final del año escolar, Thornton da el discurso de graduación, advirtiendo a los nuevos graduados que el mundo real es vicioso y que el mejor curso de acción es «volver a vivir con sus padres; ¡dejen que ellos se preocupen por eso!».

## Reparto
| Actor              | Personaje           |
| ------------------ | ------------------- |
| Rodney Dangerfield | Thornton Melon      |
| Sally Kellerman    | Diane Turner        |
| Burt Young         | Lou                 |
| Keith Gordon       | Jason Melon         |
| Robert Downey Jr.  | Derek Lutz          |
| Paxton Whitehead   | Phillip Barbay      |
| Sam Kinison        | Profesor Terguson   |
| Terry Farrell      | Valerie Desmond     |
| M. Emmet Walsh     | Entrenador Turnbull |
| Adrienne Barbeau   | Vanessa Melon       |
| William Zabka      | Chas Osborne        |
| Ned Beatty         | David Martin        |
| Severn Darden      | Dr. Borozini        |
| Robert Picardo     | Giorgio             |
| Jason Hervey       | Joven Thornton      |
| Edie McClurg       | Marge Sweetwater    |
| Kurt Vonnegut      | Él mismo            |
| Danny Elfman       | Él mismo            |

## Producción
Harold Ramis sugirió una reescritura del guion. Los productores originalmente querían que Jim Carrey interpretara el papel del profesor Terguson, pero luego lo rechazaron porque lo consideraron demasiado joven para el papel.
Antes de los créditos finales, se muestra el mensaje «For ESTELLE Thanks For So Much» («Para ESTELLE, gracias por tanto») dedicado a Estelle Endler, una de las productoras ejecutivas de la película, que murió durante la producción. Ella fue la gerente de Dangerfield durante mucho tiempo, quien lo ayudó a ingresar en películas como Caddyshack.

## Recepción
Back to School fue la sexta película más taquillera de 1986, así como la segunda película de comedia más taquillera del año, detrás de Cocodrilo Dundee (los registros indican que además del alquiler y el ingreso bruto en salas que recibió, recaudó $ 108,634,920 globalmente).
En Rotten Tomatoes, la película tiene una calificación del 86% según 37 reseñas, con una calificación promedio de 6.90/10. El consenso del sitio dice: «Back to School le da a Rodney Dangerfield mucho espacio para hacer riffs, y apoya al cómico despreocupado con suficiente historia para mantener las cosas interesantes entre los chistes». En Metacritic tiene una puntuación de 68 sobre 100 según las reseñas de 9 críticos, lo que indica «críticas generalmente favorables». El público encuestado por CinemaScore le dio a la película una calificación promedio de «A−» en una escala de A+ a F.
Kevin Thomas, de Los Angeles Times, señaló que «Dangerfield parece estar marcando él mismo el ritmo acelerado y la sincronización perfecta de la película». Nina Darnton escribió en The New York Times que «la película es un popurrí afable de bromas, fragmentos divertidos, sentimiento populista y antiintelectualismo». La reseña de 3 estrellas del Chicago Sun-Times de Roger Ebert describió la película como «rutinaria pero agradable», pero elevada por la personalidad de Dangerfield: «Este es exactamente el tipo de trama en la que podrían haber aparecido Marx o Fields. Dangerfield le aporta algo que ellos también podrían haber aportado: cierto patetismo».

## En la cultura popular
La escena de la competencia fue parodiada en el video musical del sencillo de 2001 de la banda de rock canadiense Sum 41 «In Too Deep».